# Manuscrito K. Las neurosis de defensa
Manuscrito K. Las neurosis de defensa (Un cuento de Navidad) es una carta escrita por Sigmund Freud el 1 de enero de 1896, dirigida a su amigo y colega el Dr. Wilhelm Fliess. La misma se encuentra en el libro Fragmentos de la correspondencia con Fliess de las Obras Completas de Sigmund Freud.

## Contenido

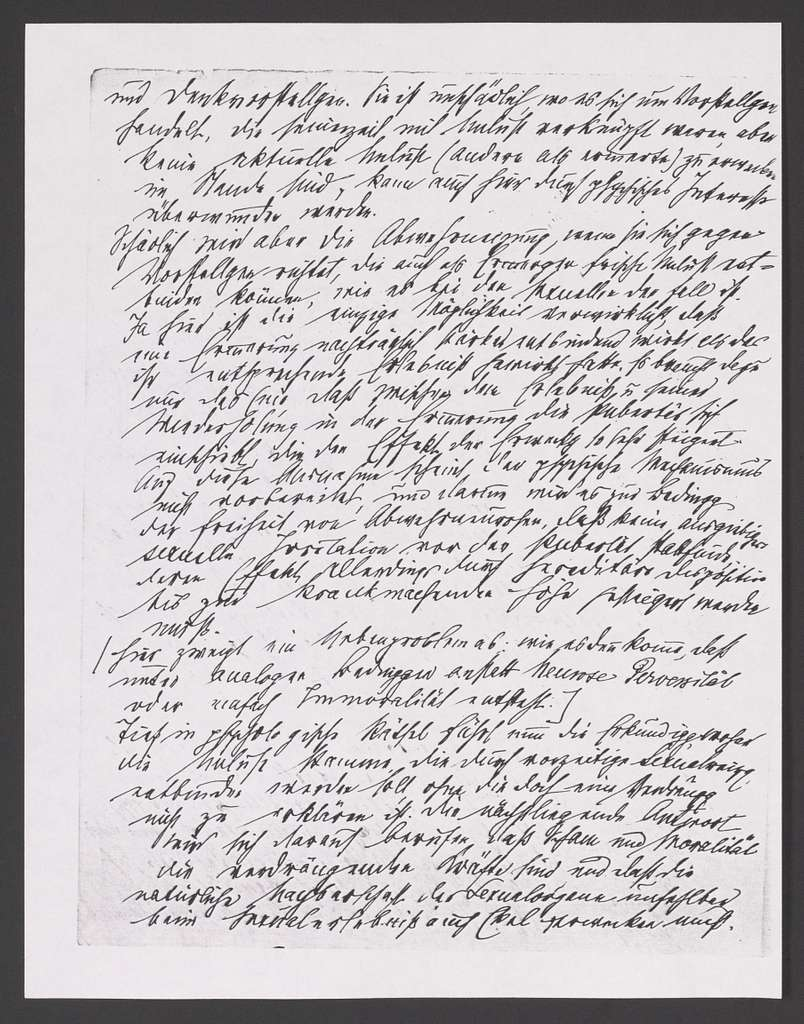
Fragmento de una carta de Sigmund Freud a su amigo Fliess, entre enero y marzo de 1896

El manuscrito aborda los diferentes tipos de neurosis y sus similitudes. El autor establece comparaciones entre la histeria, la neurosis obsesiva y la paranoia, destacando que todas son desviaciones patológicas de estados afectivos normales. Estas neurosis surgen de conflictos psíquicos relacionados con la sexualidad y el periodo anterior a la madurez sexual. Además, se menciona la posible influencia hereditaria en la intensidad de estos trastornos.
El texto explora la tendencia defensiva normal del yo, que busca evitar la generación de displacer psíquico. Sin embargo, cuando esta tendencia se dirige hacia representaciones sexuales, puede ocasionar daño permanente al yo. Se señala que la vivencia sexual prematura, combinada con la pubertad, puede desencadenar un desprendimiento de displacer intenso y retardado, lo cual contribuye a la génesis de las neurosis de defensa.
En particular, se analiza la neurosis obsesiva y su proceso de formación. Se describe que las vivencias primarias placenteras, seguidas de un desprendimiento de displacer, son reprimidas y reemplazadas por un síntoma primario de escrupulosidad moral. A medida que la enfermedad progresa, las representaciones reprimidas retornan y se generan síntomas nuevos, como la obsesión caviladora o la dipsomanía. La lucha defensiva del yo contra las representaciones obsesivas puede llevar a un desenlace en forma de manía de duda o una existencia extravagante con múltiples síntomas de defensa secundaria.
El concepto de «nachträglich» es también abordado en el Manuscrito K. Se refiere a la reinterpretación retrospectiva de los eventos traumáticos y su impacto en el desarrollo de las neurosis. Según el autor, los sucesos traumáticos pueden ser inicialmente experimentados como neutros o incluso placenteros, pero adquieren su significado traumático solo después, cuando son asociados con displacer. Esta reconstrucción posterior de los eventos permite que el displacer original sea experimentado de manera diferida, lo que contribuye a la formación y manifestación de las neurosis de defensa.

### Fórmula canónica
Freud enuncia la llamada fórmula canónica del desarrollo o trayectoria de las neurosis. A saber:
1. Vivencia sexual prematura, traumática, que ha de reprimirse.
2. Su represión a raíz de una segunda vivencia que despierta su recuerdo y lleva a la formación del síntoma primario.
3. Estadio de defensa lograda, parecido a la salud aunque el síntoma primario esté presente.
4. Las representaciones reprimidas retornan y en la lucha de éstas con el yo se forman síntomas nuevos, es decir la enfermedad propiamente dicha en la que el yo se halla sometido.[2]